# Johannes Lochner
Johannes „Hansi“ Lochner (* 15. Oktober 1990 in Berchtesgaden) ist ein deutscher Bobsportler. Lochner ist fünfmaliger Bob-Weltmeister. 

## Werdegang
Johannes Lochner ist seit 2011 im Bobsport aktiv und gab Anfang 2014 sein internationales Debüt im Europacup mit einem 2. Rang in St. Moritz im Viererbob von Matthias Böhmer. Bei den Juniorenweltmeisterschaften im Februar 2014 in Winterberg gewann das Team die Silbermedaille. Ab der Saison 2014/15 startete Lochner als Pilot und erreichte zunächst sehr gute Ergebnisse im Europacup, darunter vier Siege im Zweierbob. Daraufhin debütierte er am 24. Januar 2015 im Weltcup mit einem 5. Platz im Zweier in St. Moritz. Nach Rang 7 bei der Europameisterschaft in La Plagne gewann er beim Saisonhöhepunkt, der Weltmeisterschaft in Winterberg, mit Anschieber Joshua Bluhm überraschend Silber hinter dem Duo Francesco Friedrich/Thorsten Margis und gleichzeitig mit Oskars Melbārdis/Daumants Dreiškens. Als Mitglied des Teams Deutschland II gewann er zudem im Mannschaftswettbewerb ebenfalls die Silbermedaille.
In der Saison 2015/16 gewann er im Europacup zunächst alle zwölf Rennen, bei denen er antrat, wobei er die Rennen in Sigulda ausließ. Bei der Junioren-WM in Winterberg gewann er anschließend beide Titel. Nach je einem dritten und vierten Rang beim letzten Europacup in St. Moritz belegte er den ersten Platz in allen drei Gesamtwertungen – im Zweier, Vierer und der Kombination. Bei der Weltmeisterschaft gewann er mit Joshua Bluhm erneut Silber und wurde mit dem Team Weltmeister, diesmal mit Anschieber Tino Paasche.
Bei der Bob-Europameisterschaft 2017 in Winterberg holte Lochner Gold im Vierer. Bei der Weltmeisterschaft im gleichen Jahr in Königssee gewann er – zeitgleich mit Francesco Friedrich – Gold im Vierer und in der Teamwertung sowie Bronze im Zweier.
Bei den Olympischen Winterspielen 2022 in Peking gewann er Silber im Zweier- und Viererbob.
In der Saison 2022/23 gewann Lochner mit Anschieber Georg Fleischhauer das erste Mal WM-Gold im Zweierbob. Das Team um Lochner sicherte sich in der gleichen Saison erstmalig den Weltcup-Gesamtsieg im Zweierbob.
Lochner gehört dem Bob-Club Stuttgart Solitude an. Sein Onkel Rudi Lochner war ebenfalls erfolgreicher Bob-Fahrer.

## Auszeichnungen
- 2022: Silbernes Lorbeerblatt[5]

## Erfolge

### Weltcupsiege
Zweierbob
| Nr. | Datum         | Ort            | Bahn                                  |
| --- | ------------- | -------------- | ------------------------------------- |
| 01. | 22. Jan. 2017 | St. Moritz     | Olympia Bob Run St. Moritz–Celerina   |
| 02. | 28. Jan. 2017 | Königssee      | Kombinierte Kunsteisbahn am Königssee |
| 03. | 7. Dez. 2019  | Lake Placid    | Olympia-Bobbahn Mount Van Hoevenberg  |
| 04. | 1. Feb. 2020  | St. Moritz     | Olympia Bob Run St. Moritz–Celerina   |
| 05. | 12. Dez. 2020 | Innsbruck-Igls | Olympia Eiskanal Igls                 |
| 06. | 17. Dez. 2022 | Lake Placid    | Olympia-Bobbahn Mount Van Hoevenberg  |
| 07. | 7. Jan. 2023  | Winterberg     | Bobbahn Winterberg                    |
| 08. | 14. Jan. 2023 | Altenberg      | Rennschlitten- und Bobbahn Altenberg  |
| 09. | 21. Jan. 2023 | Altenberg      | Rennschlitten- und Bobbahn Altenberg  |
| 10. | 18. Feb. 2023 | Sigulda        | Sigulda                               |
| 11. | 18. Feb. 2023 | Sigulda        | Sigulda                               |
| 12. | 17. Nov. 2023 | Yanqing        | Yanqing National Sliding Center       |
| 13. | 16. Dez. 2023 | Innsbruck-Igls | Olympia Eiskanal Igls                 |
| 14. | 13. Jan. 2024 | St. Moritz     | Olympia Bob Run St. Moritz–Celerina   |
| 15. | 27. Jan. 2024 | Lillehammer    | Olympiske Bob- og Akebane             |
| 16. | 15. Dez. 2024 | Sigulda        | Sigulda                               |
| 17. | 11. Jan. 2025 | St. Moritz     | Olympia Bob Run St. Moritz–Celerina   |
| 18. | 18. Jan. 2025 | Innsbruck-Igls | Olympia Eiskanal Igls                 |
| 19. | 15. Feb. 2025 | Lillehammer    | Olympiske Bob- og Akebane             |

Viererbob
| Nr. | Datum         | Ort            | Bahn                                  |
| --- | ------------- | -------------- | ------------------------------------- |
| 01. | 8. Jan. 2017  | Altenberg      | DKB-Eiskanal                          |
| 02. | 15. Jan. 2017 | Winterberg     | Bobbahn Winterberg                    |
| 03. | 29. Jan. 2017 | Königssee      | Kombinierte Kunsteisbahn am Königssee |
| 04. | 17. Nov. 2017 | Park City      | Utah Olympic Park Track               |
| 05. | 10. Dez. 2017 | Winterberg     | Bobbahn Winterberg                    |
| 06. | 17. Dez. 2017 | Innsbruck-Igls | Olympia Eiskanal Igls                 |
| 07. | 14. Jan. 2018 | St. Moritz     | Olympia Bob Run St. Moritz–Celerina   |
| 08. | 13. Jan. 2019 | Königssee      | Kombinierte Kunsteisbahn am Königssee |
| 09. | 1. Feb. 2020  | St. Moritz     | Olympia Bob Run St. Moritz–Celerina   |
| 10. | 18. Nov. 2023 | Yanqing        | Yanqing National Sliding Center       |
| 11. | 19. Nov. 2023 | Yanqing        | Yanqing National Sliding Center       |
| 12. | 14. Jan. 2024 | St. Moritz     | Olympia Bob Run St. Moritz–Celerina   |
| 13. | 9. Feb. 2025  | Lillehammer    | Olympiske Bob- og Akebane             |
| 14. | 16. Feb. 2024 | Lillehammer    | Olympiske Bob- og Akebane             |

## Privates
Lochner lebt in Schönau am Königssee und studiert neben dem Bobsport Elektrotechnik. Sein Onkel ist der Bobfahrer Rudi Lochner.